# 潘先生
《潘先生》（Mr. Pan: A Memoir）是美国女作家项美丽（Emily Hahn）的一本短篇小说集。
该书包括28篇小说，先在《纽约客》杂志发表，于1942年由道布尔戴出版社结集出版。
小说的主人公潘海文（Pan Heh-ven）,，原型是中国诗人、出版家，项美丽的情人邵洵美。
《纽约时报》的玛丽安·豪瑟（Marianne Hauser）说，这本书“将是许多读者最令人愉快的打岔之一，当然也是本季度最不政治的阅读体验之一。”《柯克斯评论》（Kirkus Reviews）则说这本书“敏锐、突出，中国心理学的经常不可理解之处的有趣图画”